# تورو نارا
تورو نارا (奈良徹 نارا تورو) هو مؤدي أصوات ياباني ولد في 7 مايو في محافظة سايتاما.

## أدواره في الأنمي

### مسلسلات أنمي تلفزيونية
- ناروتو - جيرايا (أيام الصبا)
- ناروتو شيبودن - جيرايا (أيام الصبا)
- بوروتو: ناروتو نكست جينيريشنز - هاساكو أونوميتشي
- هاجيمي نو إيبو Rising - هيروشي كيزاكورا
- شيكاباني هيمي: أكا - هيروشيغي أوشيجيما
- شيكاباني هيمي: كورو - هيروشيغي أوشيجيما
- مغامرة جوجو الغريبة: ستارداست كروسيدرز - نوكيساكو
- تيرافورمارز - ألكسندر أسيموف
- تيرافورمارز ريفنج - ألكسندر أسيموف
- خيميائي الفولاذ: فل ميتال ألكيميست - نيل
- أبطال الكرة - شادي
- بوكيمون إكس/واي - نيكو
- إيس أتورني - لاري باتز
- دايز - كابتن فريق ثانوية هيو
- هاياتي نو غوتوكو! - ماكيتا
- تشايكا أميرة التابوت - فرول
- تشيهايافورو - يوسي نيشيدا
- تشيهايافورو 2 - يوسي نيشيدا
- كاردفايت!! فانغارد: لينك جوكر - ناوكي إيشيدا
- كاردفايت!! فانغارد: ليجن ميت - ناوكي إيشيدا
- كاردفايت!! فانغارد (2018) - ناوكي إيشيدا
- أكاديميتي للأبطال - ريكيدو ساتو، سنايب

### أنمي الإنترنت
- سينت سيا: سول أوف غولد - غرانير سيغموند

### أوفا أنمي
- سينت سيا: ذا لوست كانفاس - بات ويمبر

### أفلام أنمي
- إينازوما إليفن: هجوم الجيش الأقوى أوغر - ساكيتشي شيشيدو
- مغامرة جوجو الغريبة: فانتوم بلاد - برافورد
- كاردفايت!! فانغارد: نيون ميسايا - ناوكي إيشيدا

## أدواره في ألعاب الفيديو
- سلسلة ألعاب ستريت فايتر
  - سوبر ستريت فايتر IV - ثندر هوك
  - سوبر ستريت فايتر IV آركيد إديشن - ثندر هوك
  - ألترا ستريت فايتر IV - ثندر هوك

## أدواره في الدبلجة اليابانية
- صديقي المفضل هو قرد - جايك سبايدرمونكي
- فيكتوريوس - أندريه هاريس
- آي كارلي - أندريه هاريس
- 21 شارع جامب - شميت
- يوميات مصاص دماء - مات دونوفان
- غير قابل للإيقاف - ديوي
- دون شروط - إيلاي
- ديكستر - أنتون بريغز

## وصلات خارجية
- تورو نارا على موقع IMDb (الإنجليزية)
- تورو نارا على موقع ميوزك برينز (الإنجليزية)
- تورو نارا على موقع قاعدة بيانات الفيلم (الإنجليزية)
- تورو نارا على موقع ANN person (الإنجليزية)